# 祖拜達·高爾杉·亞拉
祖拜達·高爾杉·亞拉 (约1943/1944 – 2017年3月19日)是一个孟加拉作家。 她是孟加拉兒童學院主席。 2005年，孟加拉政府授予她艾庫西帕達獎。

## 职业生涯
亞拉写了50本书。她擔任文學組織“Sahitto Bangladesh”總書記。